# Gran Palau de Peterhof
El Gran Palau de Peterhof (en rus: Большо́й Петерго́фский дворе́ц, Bolxoi Petergofski dvorets) forma part dels palaus i jardins barrocs que va fer construir Pere el Gran als afores de Sant Petersburg per a ús privat, conjunt arquitectònic i paisatgístic conegut sovint com el Versalles rus. Aquests palaus i jardins, juntament amb el centre de Sant Petersburg, han estat reconeguts com a Patrimoni de la Humanitat per la Unesco.

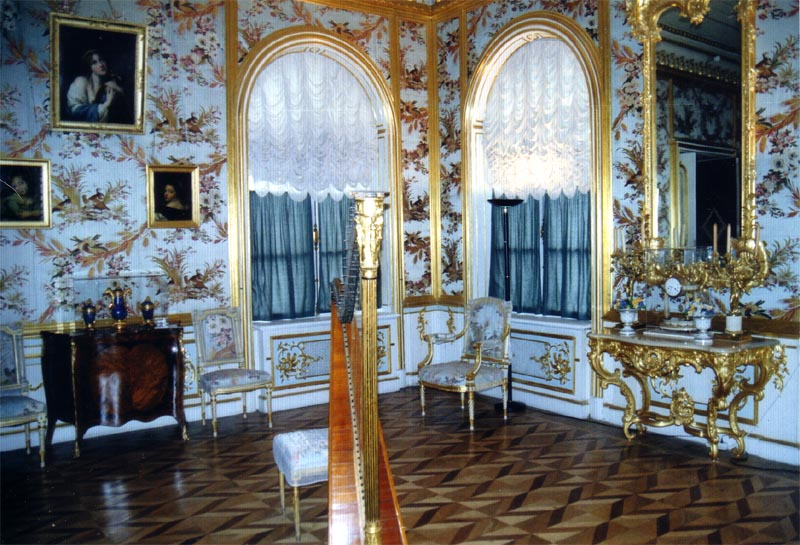
La sala de les Perdius

El més gran dels palaus de Peterhof sembla realment imponent vist des del jardí de Dalt o el parc de Baix, tot i no ser gaire llarg ni ample. De la seva trentena de sales obertes al públic, algunes en mereixen ser destacades.
La sala Txesmenski està decorada amb vint grans pintures de la Batalla de Çeşme, una impressionant victòria naval de la Guerra russoturca de 1768-1774. Són obra de l'artista alemany Jacob Philipp Hackert, que les va pintar entre 1771 i 1773. Els primers esbossos de les escenes de batalla foren criticats pels que n'havien estat testimonis directes, ja que deien que no eren prou realistes en la plasmació de l'esclat dels vaixells: el fustam que sortia disparat pels aires, les grans flames, el fum, les foguerades... Caterina II va ajudar el pintor fent explotar una fragata al port de Liorna (Itàlia), ja que Hackert no havia vist mai una batalla naval de primera mà. El pintor tampoc no es va documentar sobre la posició real de les forces russes i otomanes durant la batalla, de manera que les escenes representades són bastant capritxoses, però expressen amb prou eficàcia el dramatisme i la destrucció de la guerra naval.
Els dos gabinets xinesos, l'oriental i l'occidental, foren decorats entre el 1766 i el 1769, a fi i efecte d'exposar-hi objectes d'art decoratiu importats d'Orient. Les parets es van decorar a imitació dels models orientals per part d'artesans russos, i mostren pintures de paisatges xinesos lacades en negre i groc.
Una altra sala, situada al centre del palau, és coneguda com a sala dels Quadres. Les seves parets són gairebé del tot cobertes per una sèrie de 368 pintures, la major part de les quals de dones habillades de manera diversa, de diferent aparença i edat, tot i que una gran part se'n va pintar a partir d'una mateixa model. Les pintures foren adquirides el 1764 a la vídua de l'artista italià Pietro Rotari, que es va morir a Sant Petersburg.